# آلبرت (تگزاس)
آلبرت، تگزاس (به انگلیسی: Albert, Texas) یک سکونتگاه مسکونی در ایالات متحده آمریکا است که در تگزاس واقع شده‌است.

## خصوصیات
آلبرت ۲۵ نفر جمعیت دارد و ۴۵۰ متر بالاتر از سطح دریا واقع شده‌است.